# Campionat de Catalunya d'atletisme - 3.000 metres obstacles
Els 3.000 metres obstacles és una prova del Campionat de Catalunya d'atletisme que es realitza des del 1930 en categoria masculina i des del 2002 en categoria femenina.
El primer campió català dels 3.000 metres obstacles fou Vicens Folch Vidal, del RCD Espanyol, amb un temps de 10 minuts i 30 segons. L'any 1935, l'atleta del FC Barcelona Ángel Mur Navarro guanyà la prova amb un temps inferior als 10 minuts per primer cop. Es va haver d'esperar fins 1974 quan arribà el primer campió amb un temps inferior als 8 minuts. Fou Vicente Egido, del Barcelona. El primer campionat femení de la prova arribà el 2002 i fou vençuda per Carolina Menéndez Suárez de l'Agrupació Atlètica Catalunya.
En categoria masculina, fins a l'any 2024, els atletes amb més campionats són Ángel Mur Navarro amb 6 títols, seguit de quatre atletes amb 5 campionats: Constantino Miranda, Manuel Augusto Alonso Rodríguez, Benito Nogales Cremades i Josep Lluís Blanco Quevedo. En categoria femenina les atletes més reeixides són Marina Guerrero Puigdevall amb 8 triomfs i Eva Arias Aira amb 4 títols.

## Historial

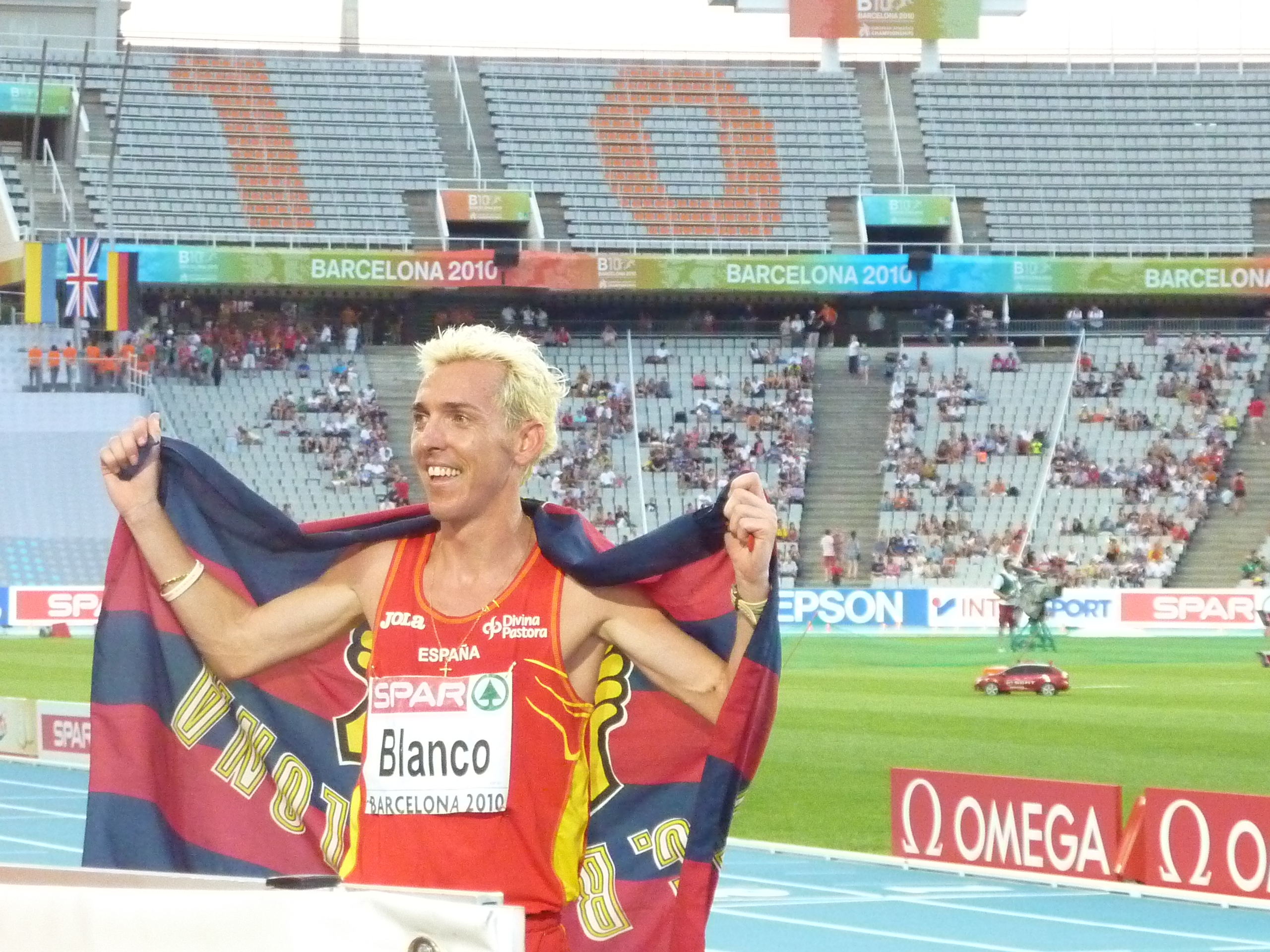
Josep Lluís Blanco guanyà cinc cops el Campionat de Catalunya.

| Edició   | Data | Competició masculina              | Competició masculina              | Competició masculina              | Competició femenina                   | Competició femenina                   | Competició femenina                   | refs.       |
| Edició   | Data | Campió                            | Club                              | Temps                             | Campiona                              | Club                                  | Temps                                 | refs.       |
| -------- | ---- | --------------------------------- | --------------------------------- | --------------------------------- | ------------------------------------- | ------------------------------------- | ------------------------------------- | ----------- |
| XIII     | 1930 | Vicens Folch Vidal                | RCD Espanyol                      | 10:30.2                           | la categoria femenina començà el 2002 | la categoria femenina començà el 2002 | la categoria femenina començà el 2002 | [ 2 ]       |
| XIV      | 1931 | Ángel Mur                         | RCD Espanyol                      | 10:15.2                           | la categoria femenina començà el 2002 | la categoria femenina començà el 2002 | la categoria femenina començà el 2002 | [ 2 ]       |
| XV       | 1932 | Ángel Mur                         | RCD Espanyol                      | 10:20.2                           | la categoria femenina començà el 2002 | la categoria femenina començà el 2002 | la categoria femenina començà el 2002 | [ 2 ]       |
| XVI      | 1933 | Antoni Esmandia Pi                | Independent                       | 10:06.6                           | la categoria femenina començà el 2002 | la categoria femenina començà el 2002 | la categoria femenina començà el 2002 | [ 2 ]       |
| XVII     | 1934 | Ángel Mur                         | FC Barcelona                      | 10:05.8                           | la categoria femenina començà el 2002 | la categoria femenina començà el 2002 | la categoria femenina començà el 2002 | [ 2 ]       |
| XVIII    | 1935 | Ángel Mur                         | FC Barcelona                      | 9:58.0                            | la categoria femenina començà el 2002 | la categoria femenina començà el 2002 | la categoria femenina començà el 2002 | [ 2 ]       |
| XIX      | 1936 | Ángel Mur                         | FC Barcelona                      | 10:04.8                           | la categoria femenina començà el 2002 | la categoria femenina començà el 2002 | la categoria femenina començà el 2002 | [ 2 ]       |
| -        | 1937 | no es disputà per la Guerra Civil | no es disputà per la Guerra Civil | no es disputà per la Guerra Civil | la categoria femenina començà el 2002 | la categoria femenina començà el 2002 | la categoria femenina començà el 2002 |             |
| -        | 1938 | no es disputà per la Guerra Civil | no es disputà per la Guerra Civil | no es disputà per la Guerra Civil | la categoria femenina començà el 2002 | la categoria femenina començà el 2002 | la categoria femenina començà el 2002 |             |
| -        | 1939 | no es disputà per la Guerra Civil | no es disputà per la Guerra Civil | no es disputà per la Guerra Civil | la categoria femenina començà el 2002 | la categoria femenina començà el 2002 | la categoria femenina començà el 2002 |             |
| XX       | 1940 | Joan Aymerich Piñeiro             | RCD Espanyol                      | 10:26.0                           | la categoria femenina començà el 2002 | la categoria femenina començà el 2002 | la categoria femenina començà el 2002 | [ 2 ]       |
| XXI      | 1941 | Ángel Mur                         | FC Barcelona                      | 10:00.5                           | la categoria femenina començà el 2002 | la categoria femenina començà el 2002 | la categoria femenina començà el 2002 | [ 2 ]       |
| XXII     | 1942 | Josep Nogué Grau                  | CA Martinenc                      | 10:02.6                           | la categoria femenina començà el 2002 | la categoria femenina començà el 2002 | la categoria femenina començà el 2002 | [ 2 ]       |
| XXIII    | 1943 | Joan Marí Ricart                  | GEiEG                             | 10:00.8                           | la categoria femenina començà el 2002 | la categoria femenina començà el 2002 | la categoria femenina començà el 2002 | [ 2 ]       |
| XXIV     | 1944 | Constantino Miranda               | RCD Espanyol                      | 9:50.6                            | la categoria femenina començà el 2002 | la categoria femenina començà el 2002 | la categoria femenina començà el 2002 | [ 2 ]       |
| XXV      | 1945 | Constantino Miranda               | RCD Espanyol                      | 9:46.0                            | la categoria femenina començà el 2002 | la categoria femenina començà el 2002 | la categoria femenina començà el 2002 | [ 2 ]       |
| XXVI     | 1946 | Joan Nogueras Freginals           | CA Laietània                      | 10:07.0                           | la categoria femenina començà el 2002 | la categoria femenina començà el 2002 | la categoria femenina començà el 2002 | [ 2 ]       |
| XXVII    | 1947 | Constantino Miranda               | RCD Espanyol                      | 9:45.0                            | la categoria femenina començà el 2002 | la categoria femenina començà el 2002 | la categoria femenina començà el 2002 | [ 2 ]       |
| XXVIII   | 1948 | Constantino Miranda               | RCD Espanyol                      | 9:36.2                            | la categoria femenina començà el 2002 | la categoria femenina començà el 2002 | la categoria femenina començà el 2002 | [ 2 ]       |
| XXIX     | 1949 | Benito Losada Santiago            | FC Barcelona                      | 9:50.4                            | la categoria femenina començà el 2002 | la categoria femenina començà el 2002 | la categoria femenina començà el 2002 | [ 2 ]       |
| XXX      | 1950 | Constantino Miranda               | RCD Espanyol                      | 9:28.8                            | la categoria femenina començà el 2002 | la categoria femenina començà el 2002 | la categoria femenina començà el 2002 | [ 2 ]       |
| XXXI     | 1951 | Josep Boixaderas Vila             | UE Vic                            | 9:50.0                            | la categoria femenina començà el 2002 | la categoria femenina començà el 2002 | la categoria femenina començà el 2002 | [ 2 ]       |
| XXXII    | 1952 | Benito Losada Santiago            | FC Barcelona                      | 9:59.2                            | la categoria femenina començà el 2002 | la categoria femenina començà el 2002 | la categoria femenina començà el 2002 | [ 2 ]       |
| XXXIII   | 1953 | Benito Losada Santiago            | FC Barcelona                      | 9:59.0                            | la categoria femenina començà el 2002 | la categoria femenina començà el 2002 | la categoria femenina començà el 2002 | [ 2 ]       |
| XXXIV    | 1954 | José García Toral                 | CD Terrassa                       | 9:55.4                            | la categoria femenina començà el 2002 | la categoria femenina començà el 2002 | la categoria femenina començà el 2002 | [ 2 ]       |
| XXXV     | 1955 | Josep Quesada Solé                | RCD Espanyol                      | 10:10.2                           | la categoria femenina començà el 2002 | la categoria femenina començà el 2002 | la categoria femenina començà el 2002 | [ 2 ]       |
| XXXVI    | 1956 | Josep Manso                       | FC Barcelona                      | 10:10.4                           | la categoria femenina començà el 2002 | la categoria femenina començà el 2002 | la categoria femenina començà el 2002 | [ 2 ]       |
| XXXVII   | 1957 | Manuel Augusto Alonso             | FC Barcelona                      | 9:28.8                            | la categoria femenina començà el 2002 | la categoria femenina començà el 2002 | la categoria femenina començà el 2002 | [ 2 ]       |
| XXXVIII  | 1958 | Miquel Vidal                      | RCD Espanyol                      | 9:46.6                            | la categoria femenina començà el 2002 | la categoria femenina començà el 2002 | la categoria femenina començà el 2002 | [ 2 ]       |
| XXXIX    | 1959 | Manuel Augusto Alonso             | FC Barcelona                      | 9:31.4                            | la categoria femenina començà el 2002 | la categoria femenina començà el 2002 | la categoria femenina començà el 2002 | [ 2 ]       |
| XL       | 1960 | Manuel Augusto Alonso             | FC Barcelona                      | 9:18.8                            | la categoria femenina començà el 2002 | la categoria femenina començà el 2002 | la categoria femenina començà el 2002 | [ 2 ]       |
| XLI      | 1961 | Modest Perau Gelet                | EMI Lleida                        | 10:07.8                           | la categoria femenina començà el 2002 | la categoria femenina començà el 2002 | la categoria femenina començà el 2002 | [ 2 ]       |
| XLII     | 1962 | Manuel Augusto Alonso             | FC Barcelona                      | 9:26.6                            | la categoria femenina començà el 2002 | la categoria femenina començà el 2002 | la categoria femenina començà el 2002 | [ 2 ]       |
| XLIII    | 1963 | Francesc Hernández Sánchez        | FC Barcelona                      | 9:30.0                            | la categoria femenina començà el 2002 | la categoria femenina començà el 2002 | la categoria femenina començà el 2002 | [ 2 ]       |
| XLIV     | 1964 | Manuel Augusto Alonso             | FC Barcelona                      | 9:26.4                            | la categoria femenina començà el 2002 | la categoria femenina començà el 2002 | la categoria femenina començà el 2002 | [ 2 ] [ 4 ] |
| XLV      | 1965 | Jesús Fernández García            | RCD Espanyol                      | 9:26.4                            | la categoria femenina començà el 2002 | la categoria femenina començà el 2002 | la categoria femenina començà el 2002 | [ 2 ]       |
| XLVI     | 1966 | Jesús Fernández García            | RCD Espanyol                      | 9:28.2                            | la categoria femenina començà el 2002 | la categoria femenina començà el 2002 | la categoria femenina començà el 2002 | [ 2 ]       |
| XLVII    | 1967 | Feliu Lluch Binefa                | JA Sabadell                       | 9:26.2                            | la categoria femenina començà el 2002 | la categoria femenina començà el 2002 | la categoria femenina començà el 2002 | [ 2 ]       |
| XLVIII   | 1968 | Vicente Egido                     | FC Barcelona                      | 9:32.4                            | la categoria femenina començà el 2002 | la categoria femenina començà el 2002 | la categoria femenina començà el 2002 | [ 2 ]       |
| XLIX     | 1969 | Vicente Egido                     | FC Barcelona                      | 9:17.4                            | la categoria femenina començà el 2002 | la categoria femenina començà el 2002 | la categoria femenina començà el 2002 | [ 2 ]       |
| L        | 1970 | Domingo Catalán                   | FC Barcelona                      | 9:22.6                            | la categoria femenina començà el 2002 | la categoria femenina començà el 2002 | la categoria femenina començà el 2002 | [ 2 ]       |
| LI       | 1971 | Vicente Egido                     | FC Barcelona                      | 9:04.2                            | la categoria femenina començà el 2002 | la categoria femenina començà el 2002 | la categoria femenina començà el 2002 | [ 2 ]       |
| LII      | 1972 | Enrique Hernández                 | CN Reus Ploms                     | 9:34.6                            | la categoria femenina començà el 2002 | la categoria femenina començà el 2002 | la categoria femenina començà el 2002 | [ 2 ]       |
| LIII     | 1973 | Jordi Dolz Santo Domingo          | FC Barcelona                      | 9:06.0                            | la categoria femenina començà el 2002 | la categoria femenina començà el 2002 | la categoria femenina començà el 2002 | [ 2 ]       |
| LIV      | 1974 | Vicente Egido                     | FC Barcelona                      | 8:41.2                            | la categoria femenina començà el 2002 | la categoria femenina començà el 2002 | la categoria femenina començà el 2002 | [ 2 ]       |
| LV       | 1975 | Josep Maria Masferrer             | GEiEG                             | 9:33.0                            | la categoria femenina començà el 2002 | la categoria femenina començà el 2002 | la categoria femenina començà el 2002 | [ 2 ]       |
| LVI      | 1976 | Jordi Dolz Santo Domingo          | Independent                       | 8:54.0                            | la categoria femenina començà el 2002 | la categoria femenina començà el 2002 | la categoria femenina començà el 2002 | [ 2 ]       |
| LVII     | 1977 | Josep Miquel Bartolomé            | CN Barcelona                      | 9:10.4                            | la categoria femenina començà el 2002 | la categoria femenina començà el 2002 | la categoria femenina començà el 2002 | [ 2 ]       |
| LVIII    | 1978 | Mateu Domínguez                   | CG Barcelonès                     | 8:51.6                            | la categoria femenina començà el 2002 | la categoria femenina començà el 2002 | la categoria femenina començà el 2002 | [ 2 ]       |
| LIX      | 1979 | Josep Miquel Bartolomé            | CN Barcelona                      | 8:57.7                            | la categoria femenina començà el 2002 | la categoria femenina començà el 2002 | la categoria femenina començà el 2002 | [ 2 ]       |
| LX       | 1980 | Juan Torres Díaz                  | FC Barcelona                      | 8:41.1                            | la categoria femenina començà el 2002 | la categoria femenina començà el 2002 | la categoria femenina començà el 2002 | [ 2 ]       |
| LXI      | 1981 | Juan Torres Díaz                  | FC Barcelona                      | 8:51.52                           | la categoria femenina començà el 2002 | la categoria femenina començà el 2002 | la categoria femenina començà el 2002 | [ 2 ]       |
| LXII     | 1982 | Jordi Castelló Dalmau             | PPCD Vilanova                     | 8:37.70                           | la categoria femenina començà el 2002 | la categoria femenina començà el 2002 | la categoria femenina començà el 2002 | [ 2 ]       |
| LXIII    | 1983 | Javier Cortés                     | FC Barcelona                      | 8:41.48                           | la categoria femenina començà el 2002 | la categoria femenina començà el 2002 | la categoria femenina començà el 2002 | [ 2 ]       |
| LXIV     | 1984 | Javier Cortés                     | FC Barcelona                      | 8:43.00                           | la categoria femenina començà el 2002 | la categoria femenina començà el 2002 | la categoria femenina començà el 2002 | [ 2 ]       |
| LXV      | 1985 | Manuel Salvador Tarrasón          | CN Montjuïc                       | 9:00.98                           | la categoria femenina començà el 2002 | la categoria femenina començà el 2002 | la categoria femenina començà el 2002 | [ 2 ]       |
| LXVI     | 1986 | Benito Nogales                    | CA Vilanova                       | 9:07.65                           | la categoria femenina començà el 2002 | la categoria femenina començà el 2002 | la categoria femenina començà el 2002 | [ 2 ]       |
| LXVII    | 1987 | Benito Nogales                    | CA Vilanova                       | 8:58.63                           | la categoria femenina començà el 2002 | la categoria femenina començà el 2002 | la categoria femenina començà el 2002 | [ 2 ]       |
| LXVIII   | 1988 | Benito Nogales                    | Nike AC                           | 8:53.58                           | la categoria femenina començà el 2002 | la categoria femenina començà el 2002 | la categoria femenina començà el 2002 | [ 2 ]       |
| LXIX     | 1989 | Benito Nogales                    | Nike AC                           | 8:52.82                           | la categoria femenina començà el 2002 | la categoria femenina començà el 2002 | la categoria femenina començà el 2002 | [ 2 ]       |
| LXX      | 1990 | Inocencio López López             | Nike AC                           | 8:41.26                           | la categoria femenina començà el 2002 | la categoria femenina començà el 2002 | la categoria femenina començà el 2002 | [ 2 ]       |
| LXXI     | 1991 | Inocencio López López             | Diadora RT                        | 8:51.92                           | la categoria femenina començà el 2002 | la categoria femenina començà el 2002 | la categoria femenina començà el 2002 | [ 2 ]       |
| LXXII    | 1992 | Jordi Bello Sarasa                | FC Barcelona                      | 8:51.18                           | la categoria femenina començà el 2002 | la categoria femenina començà el 2002 | la categoria femenina començà el 2002 | [ 2 ]       |
| LXXIII   | 1993 | Benito Nogales                    | Nike AC                           | 8:36.70                           | la categoria femenina començà el 2002 | la categoria femenina començà el 2002 | la categoria femenina començà el 2002 | [ 2 ]       |
| LXXIV    | 1994 | Pau Bundó Teixidó                 | FC Barcelona                      | 8:35.46                           | la categoria femenina començà el 2002 | la categoria femenina començà el 2002 | la categoria femenina començà el 2002 | [ 2 ]       |
| LXXV     | 1995 | Fco. Javier Munuera Díaz          | Dip. de Barcelona                 | 8:31.59                           | la categoria femenina començà el 2002 | la categoria femenina començà el 2002 | la categoria femenina començà el 2002 | [ 2 ]       |
| LXXVI    | 1996 | Marc Antoni Cepeda                | CN Barcelona                      | 8:38.82                           | la categoria femenina començà el 2002 | la categoria femenina començà el 2002 | la categoria femenina començà el 2002 | [ 2 ]       |
| LXXVII   | 1997 | Joan Ramon Moya                   | CAV Andorra                       | 9:08.16                           | la categoria femenina començà el 2002 | la categoria femenina començà el 2002 | la categoria femenina començà el 2002 | [ 2 ]       |
| LXXVIII  | 1998 | Ignasi Taló Valls                 | EE Brafa                          | 8:41.02                           | la categoria femenina començà el 2002 | la categoria femenina començà el 2002 | la categoria femenina començà el 2002 | [ 2 ]       |
| LXXIX    | 1999 | Pau Bundó Teixidó                 | FC Barcelona                      | 8:48.79                           | la categoria femenina començà el 2002 | la categoria femenina començà el 2002 | la categoria femenina començà el 2002 | [ 2 ]       |
| LXXX     | 2000 | Lluís Mezquida Andreu             | CA Chapín Jerez                   | 8:45.86                           | la categoria femenina començà el 2002 | la categoria femenina començà el 2002 | la categoria femenina començà el 2002 | [ 2 ]       |
| LXXXI    | 2001 | Jordi Ledesma Calvet              | CA Lleida-UdL                     | 8:46.17                           | la categoria femenina començà el 2002 | la categoria femenina començà el 2002 | la categoria femenina començà el 2002 | [ 2 ]       |
| LXXXII   | 2002 | Fco. Javier Munuera Díaz          | Integra 2                         | 8:27.03                           | Carolina Menéndez Suárez              | AAC-UBAE                              | 11:23.91                              | [ 2 ]       |
| LXXXIII  | 2003 | Marc Antoni Cepeda                | Fila Team                         | 8:52.47                           | Carolina Menéndez Suárez              | AAC-UBAE                              | 10:52.12                              | [ 2 ]       |
| LXXXIV   | 2004 | Josep Sansa Bullich               | CAV Andorra                       | 9:02.52                           | Gemma Masnou Barrera                  | JA Sabadell                           | 10:36.84                              | [ 2 ]       |
| LXXXV    | 2005 | Eric Segura Gallego               | JA Sabadell                       | 9:05.00                           | Elisabet Ruz Gutiérrez                | FC Barcelona                          | 11:10.46                              | [ 2 ]       |
| LXXXVI   | 2006 | Josep Lluís Blanco                | Aquadiver-GEiEG                   | 8:20.30                           | Mireia Izaguirre Luengo               | Aseficán Pielagos                     | 11:00.58                              | [ 2 ]       |
| LXXXVII  | 2007 | Josep Lluís Blanco                | CA Lloret-La Selva                | 8:29.31                           | Judith Llavero Pardo                  | CA Laietània                          | 10:51.44                              | [ 2 ]       |
| LXXXVIII | 2008 | Josep Lluís Blanco                | CA Lloret-La Selva                | 8:30.33                           | Eva Arias Aira                        | València TiM                          | 10:08.74                              | [ 2 ]       |
| LXXXIX   | 2009 | Josep Lluís Blanco                | CA La Sansi                       | 8:34.26                           | Eva Arias Aira                        | València TiM                          | 9:59.39                               | [ 2 ]       |
| XC       | 2010 | Josep Lluís Blanco                | CA La Sansi                       | 8:30.13                           | Bàrbara Ramon Salamaña                | AA Catalunya                          | 10:40.23                              | [ 2 ]       |
| XCI      | 2011 | Àngel Mullera                     | CA Lloret-La Selva                | 8:27.70                           | Beatriz Caspar Pérez                  | ISS-L'Hospitalet                      | 10:47.54                              | [ 2 ]       |
| XCII     | 2012 | Abdelaziz Merzougui               | FC Barcelona                      | 8:34.12                           | Eva Arias Aira                        | València TiM                          | 10:34.78                              | [ 2 ]       |
| XCIII    | 2013 | Ibrahim Ezzaydouni                | FC Barcelona                      | 8:39.64                           | Eva Arias Aira                        | València TiM                          | 10:10.86                              | [ 2 ]       |
| XCIV     | 2014 | Ibrahim Ezzaydouni                | FC Barcelona                      | 8:40.92                           | Marta Galimany                        | AA Catalunya                          | 10:38.22                              | [ 2 ]       |
| XCV      | 2015 | Ibrahim Ezzaydouni                | FC Barcelona                      | 8:28.86                           | Isabel Rodríguez Calleja              | Pamplona At.                          | 10:47.94                              | [ 2 ]       |
| XCVI     | 2016 | Ibrahim Chakir                    | FC Barcelona                      | 8:33.35                           | Marina Guerrero                       | Independent                           | 10:48.59                              | [ 2 ]       |
| XCVII    | 2017 | Jonathan Romeo López              | CA Lloret-La Selva                | 8:31.81                           | Marina Guerrero                       | Avinent Manresa                       | 10:57.21                              | [ 2 ]       |
| XCVIII   | 2018 | El Mehdi Aboujanah                | FC Barcelona                      | 9:23.12                           | Marina Guerrero                       | Avinent Manresa                       | 10:41.96                              | [ 2 ]       |
| XCIX     | 2019 | Jaouad Hssini                     | Alcampo Scorpio 71                | 9:04.42                           | Marina Guerrero                       | Avinent Manresa                       | 10:27.37                              | [ 2 ]       |
| C        | 2020 | Ibrahim Chakir                    | At. Numantino                     | 9:19.80                           | Douae Ouboukir                        | CA Sant Just                          | 10:48.61                              | [ 2 ]       |
| CI       | 2021 | Ibrahim Chakir                    | At. Numantino                     | 8:37.64                           | Marina Guerrero                       | Avinent Manresa                       | 10:35.32                              | [ 2 ]       |
| CII      | 2022 | Jaouad Hssini                     | Alcampo Scorpio 71                | 8:54.93                           | Marina Guerrero                       | Avinent Manresa                       | 10:12.44                              | [ 2 ]       |
| CIII     | 2023 | Daniel Álvarez de la Cruz         | Cornellà At.                      | 8:54.90                           | Marina Guerrero                       | Avinent Manresa                       | 10:35.75                              | [ 2 ]       |
| CIV      | 2024 | Jaouad Hssini                     | Alcampo Scorpio 71                | 8:44.69                           | Marina Guerrero                       | Avinent Manresa                       | 10:37.19                              | [ 2 ]       |

1. 1 2 3 4 5  Des de la temporada 2012-2013, els atletes estrangers que per 3r any consecutiu hagin diligenciat llicència amb la FCA poden ser campions.